# Jan Schlubach
Jan Schlubach  (* 10. Dezember 1920 in Den Haag; † 4. Februar 2006 in Berlin) war ein deutscher Bühnenbildner und Filmarchitekt.

## Leben

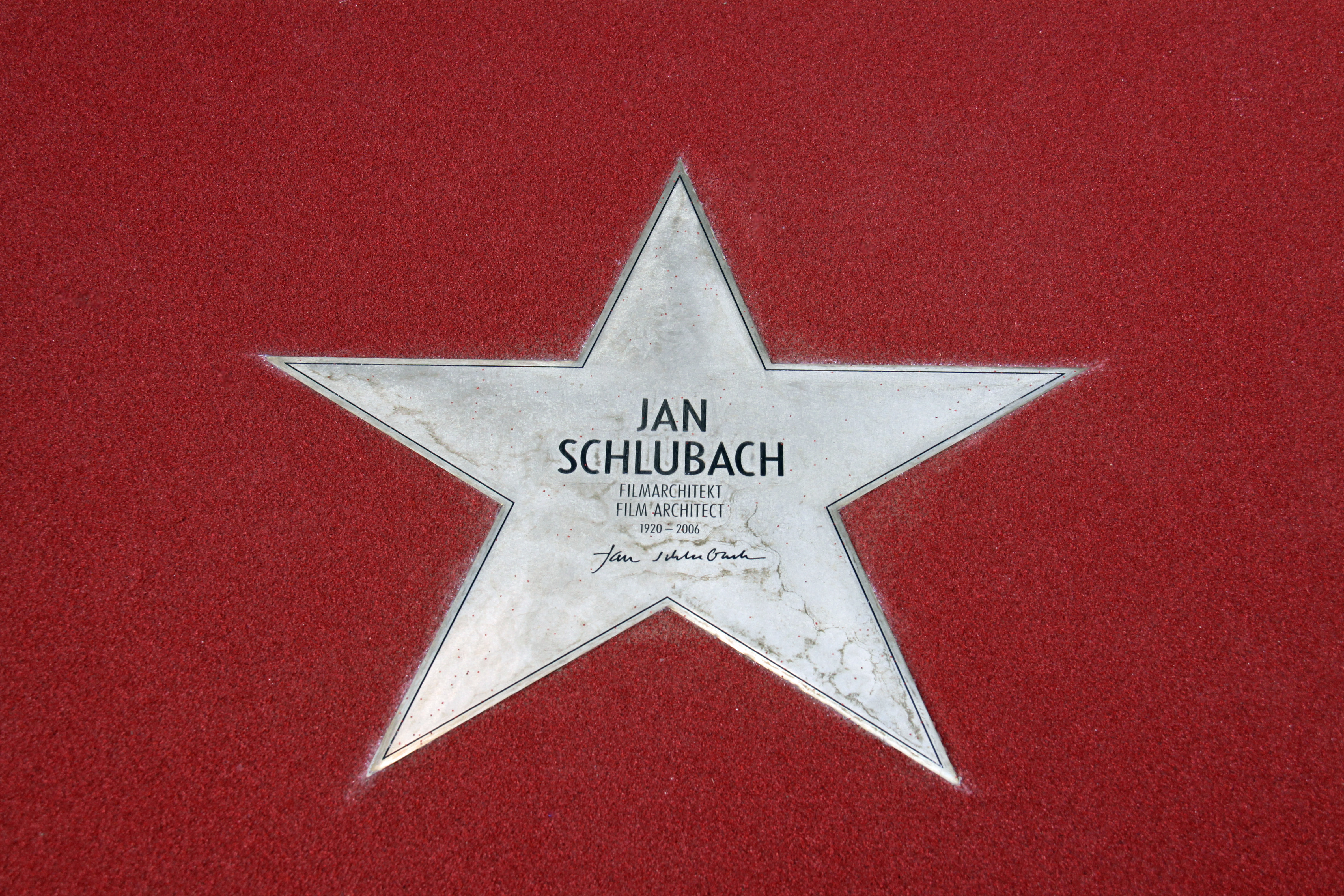
Stern von Jan Schlubach auf dem Boulevard der Stars in Berlin

Jan Schlubach stammte aus einer Hamburger Kaufmannsfamilie. Sein 1928 verstorbener Vater leitete als Miteigentümer des damals bekannten Überseehandelunternehmens Schlubach & Co. deren Niederlassung in Den Haag. Er vermittelte, dass der deutsche Kaiser Wilhelm II. Jans Taufpate wurde. Jans älterer Bruder Geert Edgar war Architekt und wirkte in den 30er Jahren auch als Bühnenbildner.
Jans berufliche Karriere begann beim Göttinger Theater, wo er in den 1950er Jahren mit Heinz Hilpert zusammenarbeitete. Später war er auch an anderen Häusern als Bühnenbildner beschäftigt, u. a. mit den Regisseuren Rudolf Noelte und Peter Beauvais. Insgesamt wirkte er bei 70 Theater- und Operninszenierungen mit.
Seit 1965 arbeitete er vor allem im deutschen und internationalen Film und für das Fernsehen. Herausragende Arbeiten als Szenenbildner waren der Film Fabian sowie der für den deutschen Filmpreis und den Golden Globe nominierte Der Rosengarten (1990, The Rosegarden). Für den Film Barry Lyndon (1975) von Stanley Kubrick und den Bond-Film Octopussy füllte er diese Position für den deutschen Anteil der Produktion aus. Für Shining (1980),  ebenfalls von Stanley Kubrick, war er für die Drehortsuche in den USA verantwortlich. Zudem war Schlubach an über 40 Produktionen für das Fernsehen beteiligt.
1981–1984 war er Innenarchitekt des Deutschen Filmmuseums in Frankfurt und konstruierte einen Großteil der Dauerausstellung zur Filmgeschichte.
Das von ihm gestiftete Alfred-Hirschmeier-Stipendium vergibt die Akademie der Künste jährlich an begabte junge Szenenbildner und Szenenbildnerinnen.
Sein schriftlicher Nachlass befindet sich im Archiv der Akademie der Künste in Berlin.

## Auszeichnungen
- 1980 Bundesfilmpreis in Gold für den Film „Fabian“
- 1999 Bundesverdienstkreuz 1. Klasse,
- 2000 Aufnahme in die Akademie der Künste (Berlin)
- 2010 Stern auf dem Boulevard der Stars in Berlin.